# Producenci (film 1967)
Producenci (ang. The Producers) – amerykańska komedia z 1967 roku w reżyserii Mela Brooksa.
Jedną z postaci jest Max Bialystock. Jego nazwisko nawiązuje do polskiego miasta Białystok. W ten sposób twórcy filmu chcieli podkreślić znaczenie żydowskich emigrantów m.in. białostockich w rozwoju amerykańskiego przemysłu filmowego takich jak: hollywoodzki operator filmowy Borys Kaufman, który w 1954 roku otrzymał Oskara za zdjęcia do filmu Na nabrzeżach w reżyserii Elia Kazana, z Marlonem Brando w roli głównej.
W 2005 roku powstał remake filmu pod tym samym tytułem.

## Opis fabuły
Max Bialystock – jest bankrutującym producentem sztuk teatralnych, cwanym, przebiegłym, wyłudzającym pieniądze od staruszek. Leo Bloom – jest bardzo zdolnym księgowym, który pewnego dnia wpada na genialny pomysł „bezkarnego" zarobienia okrągłego miliona dolarów. Bialystock i Bloom łączą swoje siły. Do osiągnięcia sukcesu będą potrzebowali kilku elementów. Po pierwsze: najgorszej sztuki, która przyniesie same straty i okaże się finansową klapą (oczywiście musi być wystawiona na Broadwayu). Po drugie: potrzebni będą sponsorzy i inwestorzy, a tutaj Max znów wyrusza na „podbój" staruszek. Po trzecie: kilka przekrętów w księdze przychodów, a tym już zajmie się księgowy Leo.

## Główne role
- Zero Mostel – Max Bialystock
- Gene Wilder – Leo Bloom
- Dick Shawn – L.S.D. – Lorenzo St. DuBois
- Kenneth Mars – Franz Liebkind
- Lee Meredith – Ulla
- Christopher Hewett – Roger De Bris
- Andréas Voutsinas – Carmen Ghia
- Renée Taylor – Eva Braun
- David Patch – Goebbels
- William Hickey – Pijak
- Barney Martin – Göring

## Nagrody i nominacje
Oscary za rok 1968
- Najlepszy scenariusz oryginalny – Mel Brooks
- Najlepszy aktor drugoplanowy – Gene Wilder (nominacja)

Złote Globy 1968
- Najlepszy aktor w komedii/musicalu – Zero Mostel (nominacja)
- Najlepszy scenariusz – Mel Brooks (nominacja)